# Caulibugula caliculata
Caulibugula caliculata är en mossdjursart som först beskrevs av Levinsen 1909.  Caulibugula caliculata ingår i släktet Caulibugula och familjen Bugulidae. Inga underarter finns listade i Catalogue of Life.